# Interferometer (Radioastronomie)
Ein Interferometer aus Radioteleskopen wird benutzt, um mit vielen kleineren Einzelanlagen eine hohe Winkelauflösung zu erreichen. Diese führt zu trennscharfen Bildern nahe beieinander liegender Radioquellen oder kompakter Quasare und ist auch bei räumlich ausgedehnten Strahlungsquellen von großer Bedeutung.

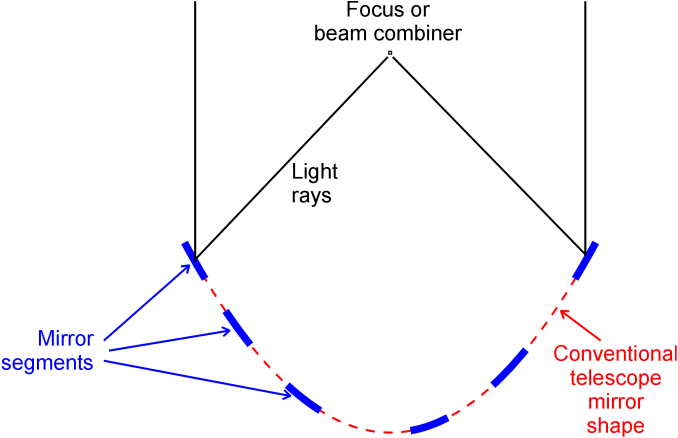
Der Abstand der äußersten Segmente eines durchlöcherten Parabolspiegels entscheidet über das Auflösungsvermögen.

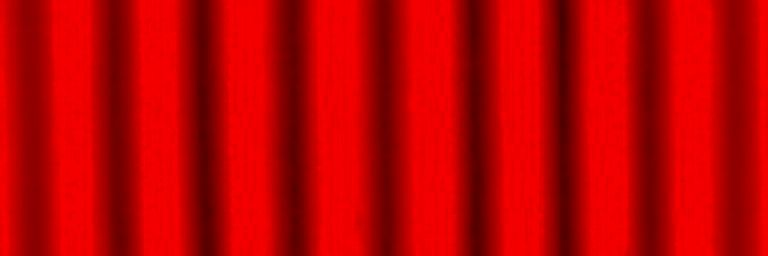
Rekonstruiertes Bild einer Radioquelle bei zwei Empfangsantennen

Rekonstruierte Intensitätsverteilung einer Strahlungsquelle bei vielen linear angeordneten Antennen. Die Maxima werden genauer lokalisierbar.

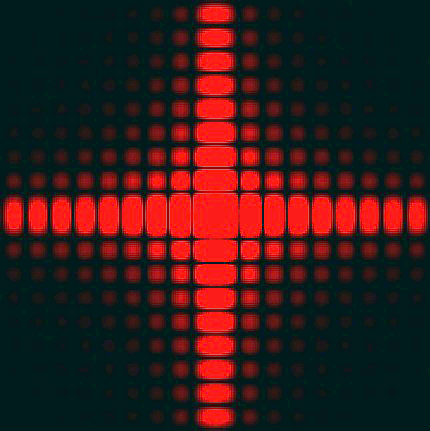
Rekonstruiertes Bild einer Strahlungsquelle bei kreuzförmiger oder L-förmiger Anordnung der Empfangsantennen

## Grundlagen
Die Radioteleskope der Radioastronomie unterscheiden sich nur wegen der erheblich größeren Wellenlänge {\displaystyle \lambda } von den Spiegelteleskopen der optischen Astronomie. Es gelten aber identische physikalische Gesetze, wenn es um das Auflösungsvermögen Δα entfernter Objekte geht. Das Dawes-Kriterium liefert die Abschätzung (Δα im Bogenmaß):
{\displaystyle \Delta \alpha \approx {\frac {\lambda }{D}}}
die auch theoretisch bestätigt wird. Ein Spiegelteleskop mit 10 m Durchmesser kann bei grünem Licht theoretisch einen Wert von Δα ≈ 0,011 Bogensekunden erreichen, in der Praxis muss man 0,2 Bogensekunden rechnen. Das Very Large Array mit 36 km Durchmesser kann bei 7 mm Wellenlänge eine beste Winkelauflösung von 0,04 Bogensekunden erreichen, gemessen wurden 0,05 Bogensekunden. Das wird übertroffen durch das Very Long Baseline Array mit einer größten Entfernung D von 8611 km und Δα ≈ 0,001 Bogensekunden – 500 mal besser als mit optischen Geräten!

### Trennung in Einzelanlagen
Das Dawes-Kriterium sagt nicht aus, dass alle Photonen, die innerhalb des Öffnungsdurchmessers D „eingefangen“ werden, auch tatsächlich ausgewertet werden müssen. Das Auflösungsvermögen wird nicht verschlechtert, wenn man nur die im Abstand D auftreffenden Randstrahlen auswertet. Dadurch nimmt man aber massive Probleme mit Mehrdeutigkeit in Kauf.
Wie im obersten Bild gezeigt, darf die Fläche eines Parabolspiegels aus Gründen der Windlast auch durchlöchert sein. Es ist sehr schwer, die Parabolform eines sehr großen Spiegels (siehe Radioteleskop Effelsberg) beim Bewegen und Kippen sicherzustellen. Feste Spiegel wie beim Arecibo-Observatorium schränken die Beobachtungsmöglichkeiten zu stark ein, weshalb man zu Anordnungen separater Einzelantennen übergeht. Dabei werden die blauen Segmente im obersten Bild zu Einzelparaboloiden verformt und in gegenseitigem Abstand mit jeweils einem separaten Empfänger im Fokus gebaut. Aus deren Beiträgen wird im Computer das Bild rekonstruiert, wobei mehrere Probleme zu lösen sind:
- Es gibt keinen gemeinsamen Fokus der Gesamtanlage, sondern mehrere, deren Signale zusammengeführt werden müssen. Die Verbindungsleitungen sollten identische Länge aufweisen.
- Das „Flachbiegen“ der Parabelform (siehe Bild) und deren geometrische Anordnung erzeugen sehr große Phasendifferenzen der empfangenen Schwingungen, die kompensiert werden müssen. Die Beherrschung der Phasenverschiebungen ist Schlüssel des Verfahrens.
- Die Antennen sind fest mit der Erde verbunden, diese rotiert relativ zu den Sternen. Das erzeugt variable Phasenänderungen, die durch Phasenschieber wie bei der Phased-Array-Antenne gesteuert werden müssen. In beiden Fällen wird die „Blickrichtung“ durch Einstellen der Phasen festgelegt.
- Bei Interferometern müssen zusätzlich auch noch die Parabolantennen geschwenkt werden.
- Mehrfachbilder, die durch Interferenzmuster entstehen, müssen unterdrückt werden.

### Empfangsantennen und Anordnung

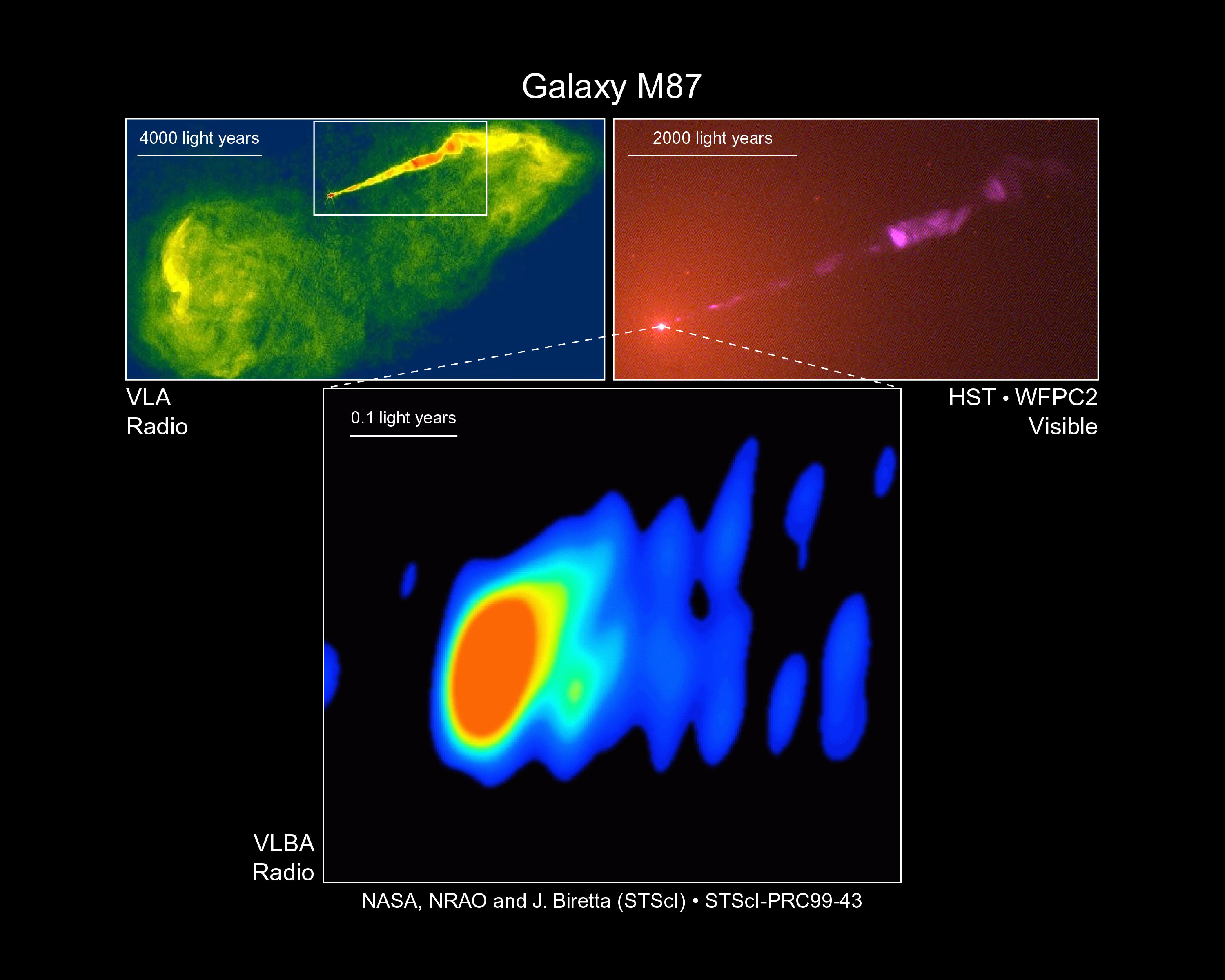
Vergleich von Auflösung einer optischen Aufnahme des Hubble-Weltraumteleskops (rechts oben) mit dem synthetischen Bild zweier Interferometer unterschiedlicher baseline-Länge

- Wenn zwei nebeneinander in Ost-West-Richtung liegende Antennen, deren Abstand die Empfangswellenlänge übertrifft, die Wellen einer weit entfernten, punktförmigen Strahlungsquelle empfangen, liefert die Rekonstruktion ein Streifenmuster wie beim Doppelspaltversuch. Dieses ist in Ost-West-Richtung mehrdeutig und sehr unscharf und erlaubt in Nord-Süd-Richtung überhaupt keine Positionsangabe.
- Erhöht man die Anzahl von äquidistanten Antennen in linearer Anordnung, entspricht die Anordnung einem optischen Gitter, das die Ortsauflösung in Ost-West-Richtung steigert, aber immer noch mehrdeutig ist. Die Unbrauchbarkeit in Nord-Süd-Richtung wird nicht verbessert.
- Ergänzt man die Ost-West-Anordnung durch eine gleichartige Nord-Süd-Anordnung weiterer Antennen, ist das rekonstruierte Bild immer noch nicht eindeutig, engt aber die Ortsangabe ein, wie im dritten Bild zu sehen ist. Die Antennen-„Arrays“ müssen sich nicht geometrisch kreuzen, sie dürfen sogar gewissen Abstand besitzen.

Ursache für diese Mehrdeutigkeiten sind die gleichen Abstände der Antennen. Eine eindeutige Lokalisierung von Objekten erfordert möglichst viele unterschiedliche Abstände (engl.: baseline) zwischen den Antennen, die zusätzlich unterschiedlich orientiert sein müssen. Nur dann ergibt sich für jede Kombination aus zwei Antennensignalen ein anderes Interferenzmuster. Summiert man ausreichend viele, bleibt pro Objekt ein einziger Häufungspunkt übrig und die Bildqualität wird akzeptabel. Mit n Teleskopen kann man
{\displaystyle a={\frac {n^{2}-n}{2}}}
unterschiedliche baselines wählen (siehe abzählende Kombinatorik). Am Very Large Array mit seinen 27 Antennen lassen sich also maximal 351 baselines unabhängig voneinander einstellen. Die sternförmige Schienenanlage ermöglicht auch unterschiedliche Orientierungen.

## Realisierte Lösungen

Entstehung des Phasenunterschiedes bei schräger „Blickrichtung“.

Technisch funktioniert die Radio-Interferometrie durch Überlagerung der Signale von zwei oder mehr Radioteleskopen. Die Überlagerung kann elektrisch erfolgen, falls direkte Kabelverbindungen zwischen den Teleskopen praktikabel sind, oder sie wird auf Computern simuliert. Bei Very Long Baseline Array werden die empfangenen Signale gemeinsam mit präzisen Zeitmarken gespeichert und per Internet übertragen. Bei speziellen Interferometriemethoden wie dem VLBI sucht man die beste Korrelation zweier Signale iterativ, indem man sie in kleinsten Schritten zeitlich gegeneinander verschiebt.
Das überlagerte Signal wird mit Hilfe mathematischer Methoden der Fourier-Analysis ausgewertet. Das Ergebnis ist eine Karte des beobachteten Bereiches, die idealerweise die gleiche Auflösung hat wie von einem Radioteleskop mit einem Durchmesser, der dem Abstand der Einzelantennen des Interferometers entspricht.
Beispiele für Radiointerferometer:
- Das Atacama Large Millimeter/submillimeter Array (kurz ALMA) besteht aus 66 Antennen und ist das größte Radioteleskop der Welt. Es liegt auf etwa 5000 m Höhe in der Atacamawüste in den nordchilenischen Anden.
- Das Very Large Array (VLA) des National Radio Astronomy Observatory (NRAO) in der Nähe von Socorro, New Mexico, USA. Es besteht aus 27 Einzelantennen, die auf drei Bahnen im Winkel von 120 Grad zueinander verschoben werden können.
- Very Long Baseline Interferometry (VLBI): Paare sehr weit voneinander entfernter Radioteleskope, z. B. das bei Effelsberg stehende Radioteleskop Effelsberg des Max-Planck-Instituts für Radioastronomie bei Bonn und das Radioteleskop des Green-Bank-Observatoriums in West Virginia, USA, messen zur gleichen Zeit das gleiche astronomische Objekt mit der gleichen Wellenlänge. An beiden Radioteleskopen wird das Messsignal mit Hilfe von Atomuhren mit Zeitmarkierungen versehen, die so genau sind, dass die beiden Signale später im Rechner miteinander kombiniert werden können.
- Sonderfall Interferometrie mit einer Antenne: Unter bestimmten Bedingungen ist es möglich, durch Spiegelung eine Überlagerung der Radiowellen einer Quelle zu erhalten. Beim analogen Fernsehen führt eine solche Spiegelung, z. B. an einem Gebäude, zu einem nach rechts verschobenen „Geisterbild“. Steht ein Radioteleskop z. B. auf einer Klippe am Meer, können astronomische Objekte, die flach über dem Meer stehen, gleichzeitig als Meeresspiegelung und als Originalbild beobachtet und die Überlagerung der Signale ausgewertet werden.

In jedem Fall führt die Interferometrie nur dann zu einem Ergebnis, wenn sich der Wegunterschied der unterschiedlichen Signale ändert, denn in der Fourier-Transformation wird die Stärke des Signals in Abhängigkeit vom Wegunterschied ausgewertet. Da Interferometer in der Radioastronomie meist auf der Rotation der Erde beruhen, tritt die Weglängenveränderung in Ost-West-Richtung auf, so dass die Auflösung vorwiegend in dieser Richtung verbessert wird.